# Wladimir Semjonowitsch Kusin
Wladimir Semjonowitsch Kusin  (russisch Владимир Семёнович Кузин; * 15. Juli 1930 in Lamposchna, Oblast Archangelsk; † 5. Oktober 2007 in Moskau) war ein russischer Skilangläufer, der während der 1950er-Jahre für die Sowjetunion startete.

## Werdegang
Kusin gewann bei den Nordischen Skiweltmeisterschaften 1954 in Falun die Silbermedaille mit der Staffel und jeweils die Goldmedaille über 30 km und 50 km. Bei den Olympischen Winterspielen 1956 in Cortina d’Ampezzo wurde er mit der sowjetischen Staffel Olympiasieger. Zudem errang er dort den zehnten Platz über 15 km und den fünften Platz über 30 km. Im Jahr 1957 erhielt Kusin den Leninorden. Bei den Nordischen Skiweltmeisterschaften 1958 in Lahti belegte er den 13. Platz über 30 km. Bei sowjetischen Meisterschaften siegte er im Jahr 1953 über 18 km und im Jahr 1958 über 15 km.